# Sydestniska
Sydestniska (estniska: Lõunaeesti keeled) är antingen ett östersjöfinskt språk eller en estnisk dialekt som talas i sydöstra Estland. Det är inte fastställt om det är ett språk eller en dialekt.
Nya testamentet utkom på sydestniska 1686.